# División Profesional 2024
La División Profesional 2024, nota anche come Copa de Primera TIGO - ueno bank 2024 per ragioni di sponsorizzazione, è la 90ª edizione della massima serie del campionato di calcio paraguaiano. Il campionato è iniziato il 19 gennaio 2024 e terminerà il 9 dicembre 2024.
Come da tradizione, il campionato paraguayano attribuisce due titoli nazionali. La squadra campione in carica è il Libertad, vincitore di entrambe le edizioni di Apertura e Clausura, rispettivamente suoi quarantacinquesimo e quarantaseiesimo titoli nazionali.

## Stagione

### Novità
Al termine della scorsa stagione sono state retrocesse Guaireña e Resistencia, ultime due classificate della tabla de descenso, la classifica aggregata in base ai risultati ottenuti dalla stagione 2022 in poi. Al loro posto sono stati promossi Sol de América e 2 de Mayo, prime due classificate della División Intermedia.

### Formula
Il campionato è diviso in due periodi, Apertura e Clausura. Per ogni periodo le 12 squadre partecipanti giocano un girone all'italiana con partite di andata e ritorno, per un totale di 22 giornate, al termine del quale la squadra prima classificata è campione del periodo e si qualifica per la Copa Libertadores 2025. Oltre ad esse, si qualificano le prime due non vincitrici del periodo nella tabla anual, classifica aggregata dei periodi di apertura e clausura. Nel caso in cui una squadra abbia vinto entrambi i periodi, anche la terza classificata della tabla anual ottiene la qualificazione alla Copa Libertadores, mentre altre tre squadre della tabla anual ottengono la qualificazione per la Coppa Sudamericana 2025, insieme alla vincente della Copa Paraguay 2024.
Le ultime due classificate della tabla de descenso sono retrocesse in División Intermedia.

## Squadre partecipanti
| Club                    | Città                       | Stagione precedente             |
| ----------------------- | --------------------------- | ------------------------------- |
| 2 de Mayo               | Pedro Juan Caballero        | División Intermedia             |
| Cerro Porteño           | Asunción                    | 2° in Apertura; 2° in Clausura  |
| General Caballero (JLM) | Doctor Juan León Mallorquín | 9° in Apertura; 9° in Clausura  |
| Guarani                 | Asunción                    | 4° in Apertura; 4° in Clausura  |
| Libertad                | Asunción                    | Campione di Apertura e Clausura |
| Nacional                | Asunción                    | 5° in Apertura; 3° in Clausura  |
| Olimpia                 | Asunción                    | 6° in Apertura; 5° in Clausura  |
| Sol de América          | Villa Elisa                 | División Intermedia             |
| Sportivo Ameliano       | Villa Elisa                 | 7° in Apertura; 8° in Clausura  |
| Sp. Luqueño             | Luque                       | 8° in Apertura; 10° in Clausura |
| Sportivo Trinidense     | Asunción                    | 3° in Apertura; 7° in Clausura  |
| Tacuary                 | Asunción                    | 12° in Apertura; 6° in Clausura |

## Apertura
Il Torneo Apertura è stato intitolato alla memoria di Iván Almeida. L'apertura è iniziata il 19 gennaio e terminerà il 2 giugno.

### Classifica
|                     | Pos. | Squadra                 | Pt | G  | V  | N  | P  | GF | GS | DR  |
| ------------------- | ---- | ----------------------- | -- | -- | -- | -- | -- | -- | -- | --- |
| Paraguay (bandiera) | 1.   | Libertad                | 48 | 22 | 14 | 6  | 2  | 42 | 16 | +26 |
|                     | 2.   | Cerro Porteño           | 45 | 22 | 13 | 6  | 3  | 40 | 17 | +23 |
|                     | 3.   | Olimpia                 | 36 | 22 | 9  | 9  | 4  | 28 | 21 | +7  |
|                     | 4.   | Sp. Luqueño             | 35 | 22 | 10 | 5  | 7  | 25 | 22 | +3  |
|                     | 5.   | Guarani                 | 31 | 22 | 8  | 7  | 7  | 31 | 25 | +6  |
|                     | 6.   | 2 de Mayo               | 31 | 22 | 9  | 4  | 9  | 28 | 25 | +3  |
|                     | 7.   | Sol de América          | 26 | 22 | 7  | 5  | 10 | 26 | 39 | -13 |
|                     | 8.   | Tacuary                 | 32 | 22 | 5  | 8  | 9  | 26 | 38 | -12 |
|                     | 9.   | Sportivo Ameliano       | 32 | 22 | 6  | 5  | 11 | 17 | 32 | -15 |
|                     | 10.  | Nacional                | 22 | 22 | 6  | 4  | 12 | 24 | 35 | -11 |
|                     | 11.  | Sportivo Trinidense     | 21 | 22 | 6  | 3  | 13 | 30 | 34 | -4  |
|                     | 12.  | General Caballero (JLM) | 19 | 22 | 3  | 10 | 9  | 22 | 35 | -13 |

Legenda:
      Campione di Apertura e qualificata per la Copa Libertadores 2025.

## Clausura
Il Torneo Clausura è stato intitolato in omaggio al 120º anniversario del Nacional. Inizierà il 19 luglio e terminerà il 9 dicembre.

### Classifica
|                     | Pos. | Squadra                 | Pt | G | V | N | P | GF | GS | DR |
| ------------------- | ---- | ----------------------- | -- | - | - | - | - | -- | -- | -- |
| Paraguay (bandiera) | 1.   | 2 de Mayo               | 0  | 0 | 0 | 0 | 0 | 0  | 0  | 0  |
|                     | 2.   | Cerro Porteño           | 0  | 0 | 0 | 0 | 0 | 0  | 0  | 0  |
|                     | 3.   | General Caballero (JLM) | 0  | 0 | 0 | 0 | 0 | 0  | 0  | 0  |
|                     | 4.   | Guarani                 | 0  | 0 | 0 | 0 | 0 | 0  | 0  | 0  |
|                     | 5.   | Libertad                | 0  | 0 | 0 | 0 | 0 | 0  | 0  | 0  |
|                     | 6.   | Nacional                | 0  | 0 | 0 | 0 | 0 | 0  | 0  | 0  |
|                     | 7.   | Olimpia                 | 0  | 0 | 0 | 0 | 0 | 0  | 0  | 0  |
|                     | 8.   | Sol de América          | 0  | 0 | 0 | 0 | 0 | 0  | 0  | 0  |
|                     | 9.   | Sportivo Ameliano       | 0  | 0 | 0 | 0 | 0 | 0  | 0  | 0  |
|                     | 10.  | Sp. Luqueño             | 0  | 0 | 0 | 0 | 0 | 0  | 0  | 0  |
|                     | 11.  | Sportivo Trinidense     | 0  | 0 | 0 | 0 | 0 | 0  | 0  | 0  |
|                     | 12.  | Tacuary                 | 0  | 0 | 0 | 0 | 0 | 0  | 0  | 0  |

Legenda:
      Campione di Clausura e qualificata per la Copa Libertadores 2025.